# 부융

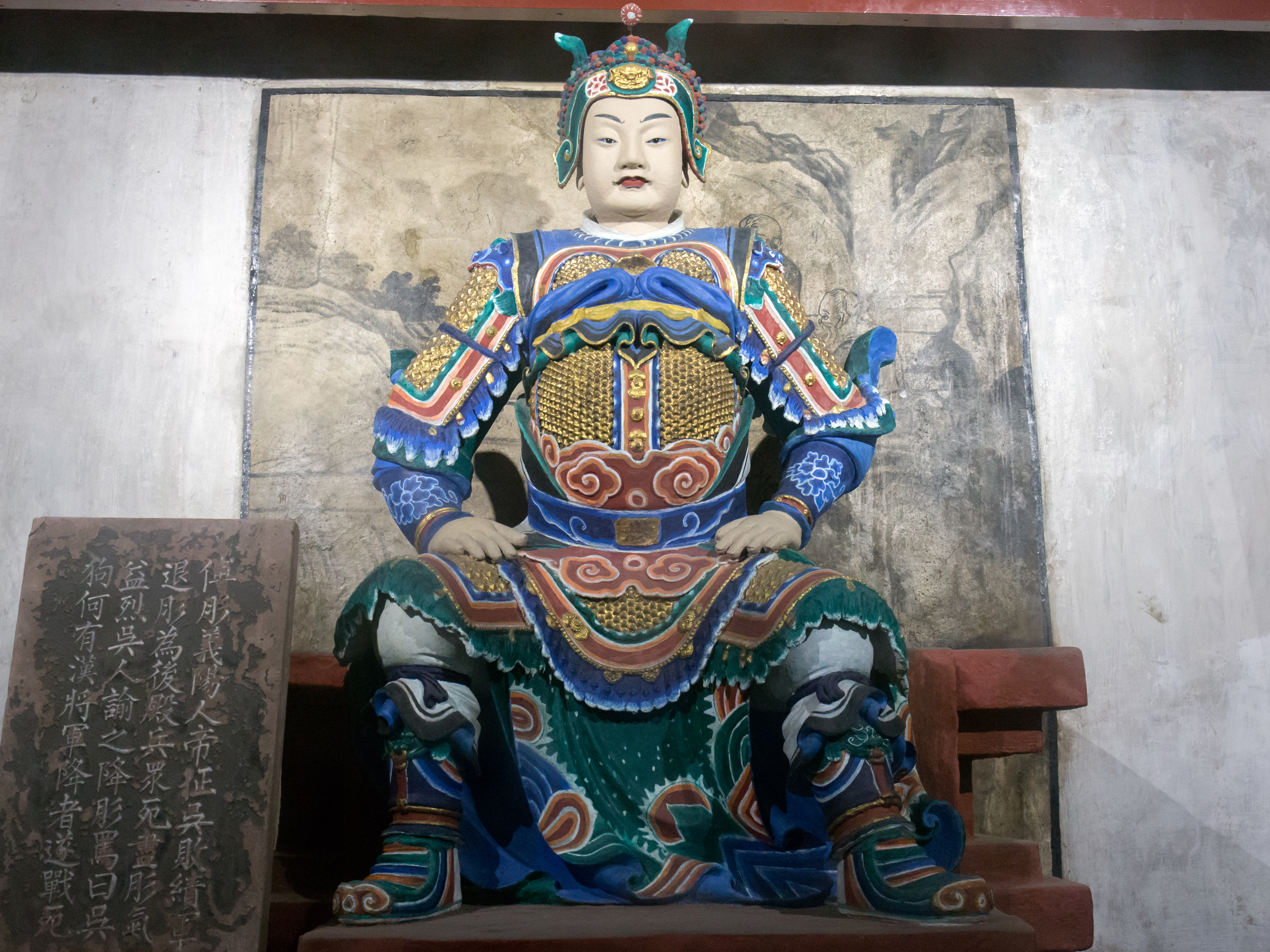

부융(傅肜, ? - 222년)은 중국 삼국시대 촉(蜀)의 무장으로, 형주(荊州) 의양군(義陽郡) 사람이다. 이름이 부동으로 표기된 경우가 있는데, 이는 융(肜)을 동(彤)으로 혼동한 것이다.

## 생애
222년 6월에 이릉 대전에서 유비(劉備)가 육손(陸遜)의 계략에 넘어가 효정(猇亭)에서 대패했을 때 후방을 지키며 싸우다가 부하들을 모두 잃었다. 오군은 부융에게 항복하라고 했으나 부융은 <오나라의 개들아! 어찌 한(漢)나라의 장수가 항복하겠느냐!>고 대답하며 뜻을 굽히지 않았고, 결국 오군과 끝까지 싸우다가 전사했다.
《삼국지연의》에서의 기록 또한 유사하다.

## 사후
촉나라에서는 그해 10월 부융의 아들 부첨(傅僉)을 좌중랑장(左中朗將)으로 임명했다. 부첨은 훗날 사마소(司馬昭)가 보낸 위군과 싸우다가 전사하여 부자가 모두 죽음으로써 촉나라에 대한 충의를 지켰다.

## 《삼국지연의》 속 부융
유비가 221년에 오를 침공했을 때, 조융(趙融)이나 보광(輔匡) 등과 함께 별독(別督)에 임명. 창을 쓰는 사람으로, 각지에서 오군을 물리치는 등 활약했지만, 정사(正史)와 같이, 대패를 당해, 오군으로부터 항복의 권고를 받는다. 그때, 「나는 한의 대장이다. 오의 개들 따위에게 항복할까 보냐」라고 해 전사한다.

## 가족 관계
- 부융(傅肜)
  - 부첨(傅僉) (아들)

### 참고 자료
부첨

## 같이 보기
- 삼국지 인물 목록